# Odontopyge procera
Odontopyge procera är en mångfotingart som beskrevs av Carl Graf Attems 1914. Odontopyge procera ingår i släktet Odontopyge och familjen Odontopygidae. Inga underarter finns listade i Catalogue of Life.